# Bleptina vultura
Bleptina vultura är en fjärilsart som beskrevs av William Schaus 1916. Bleptina vultura ingår i släktet Bleptina och familjen nattflyn. Inga underarter finns listade i Catalogue of Life.